# Campionat d'Espanya de motocròs 1986
La temporada de 1986 del Campionat d'Espanya de motocròs fou la 28a edició d'aquest campionat, organitzat per la Reial Federació Motociclista Espanyola.

## Classificació final

### 125cc
| Posició | Pilot              | Motocicleta | Punts |
| ------- | ------------------ | ----------- | ----- |
| 1       | Toni Elías         | Yamaha      | ?     |
| 2       | Juan José Barragán | ?           | ?     |
| 3       | Luis López         | Honda       | ?     |
| 4       | ?                  | ?           | ?     |
| 5       | ?                  | ?           | ?     |
| 6       | ?                  | ?           | ?     |
| 7       | ?                  | ?           | ?     |
| 8       | ?                  | ?           | ?     |
| 9       | ?                  | ?           | ?     |
| 10      | ?                  | ?           | ?     |

### 250cc
| Posició | Pilot              | Motocicleta | Punts |
| ------- | ------------------ | ----------- | ----- |
| 1       | Pablo Colomina     | KTM         | ?     |
| 2       | Toni Elías         | Yamaha      | ?     |
| 3       | Juan José Barragán | ?           | ?     |
| 4       | ?                  | ?           | ?     |
| 5       | ?                  | ?           | ?     |
| 6       | ?                  | ?           | ?     |
| 7       | ?                  | ?           | ?     |
| 8       | ?                  | ?           | ?     |
| 9       | ?                  | ?           | ?     |
| 10      | ?                  | ?           | ?     |

## Categories inferiors
Font:
| Campionat                      | Guanyador    | Motocicleta |
| ------------------------------ | ------------ | ----------- |
| Trofeo Presidente 125cc Sub-23 | Enrique Moro | Suzuki      |